# Saou (Drôme)
Saou é uma comuna francesa na região administrativa de Auvérnia-Ródano-Alpes, no departamento de Drôme. Estende-se por uma área de 41,6 km². Em 2010 a comuna tinha 591 habitantes (densidade: 14,2 hab./km²).